# Jang Yong-ho
Jang Yong-Ho, född den 4 april 1976, är en sydkoreansk bågskytt, som är född den 4 april 1976. Han och hans lag tog guld vid OS 1996-2004.